# Лещинская, Инна Борисовна
И́нна Бори́совна Лещинская (21 февраля 1935, Москва — 10 октября 2017, Казань, Татарстан) — советский и российский микробиолог, доктор биологических наук (1975), профессор (1982). Действительный член Академии наук Республики Татарстан (с 1992). Заслуженный деятель науки Российской Федерации (1992).

## Биография
Родилась 21 февраля 1935 года в Москве.
С 1953 по 1958 год обучалась на биологического факультета Казанского университета и с 1960 по 1963 год обучалась в аспирантуре по кафедре физиологии растений и микробиологии под руководством М. И. Беляевой.
С 1963 года на научно-педагогической работе в Казанском университете: младший и старший научный сотрудник, с 1976 по 2003 год — научный руководитель проблемной научной лаборатории по синтезу противоопухолевых препаратов микробного происхождения и одновременно с 1976 года — профессор и с 1982 по 2003 год — заведующая кафедрой микробиологии, с 2003 года профессор этой кафедры.
В 1964 году И. Б. Лещинская была утверждена в учёной степени кандидат биологических наук по теме: «Сравнительное изучение экстрацеллюлярных нуклеазных комплексов сапрофитных бактерий», в 1975 году — доктор биологических наук по теме: «Характеристика нуклеодеполимераз сапрофитных бактерий». В 1954 году приказом ВАК ей было присвоено учёное звание — профессор. С 1992 года была избрана действительным членом Академии наук Республики Татарстан (АН РТ).

## Научно-педагогическая деятельность
Основная научно-педагогическая деятельность И. Б. Лещинской связана с вопросами в области молекулярной биологии. Под руководством и при активном участии И. Б. Лещинской координировались медико-биологические исследования и изучались молекулярные механизмы регуляции биосинтеза нуклеодеполимераз, по её инициативе были начаты работы по изучению закономерностей экспрессии генов и генетической инженерии нуклеодеполимераз. Член Президиума Академии наук Республики Татарстан (с 1995 по 2000). Член Учёного Совета Казанского университета. С 2002 года она являлась организатором создания и первым директором Института биологии при Биолого-почвенном факультете Казанского университета.
И. Б. Лещинская является автором более 200 научных работ, в том числе монографий, авторских свидетельств и патентов. Под её руководством и при непосредственном участии было защищено более четырёх докторов и двадцать кандидатов биологических наук. В 1992 году Указом Президента России «За заслуги в научно-педагогической деятельности» была удостоена почётного звания — Заслуженный деятель науки Российской Федерации.

## Награды
- Орден Трудового Красного Знамени (1986);
- Заслуженный деятель науки Российской Федерации (8 мая 1992) — за заслуги в научно-педагогической деятельности;
- Серебряная медаль ВДНХ (1984).